# Mandrí (enginyeria)

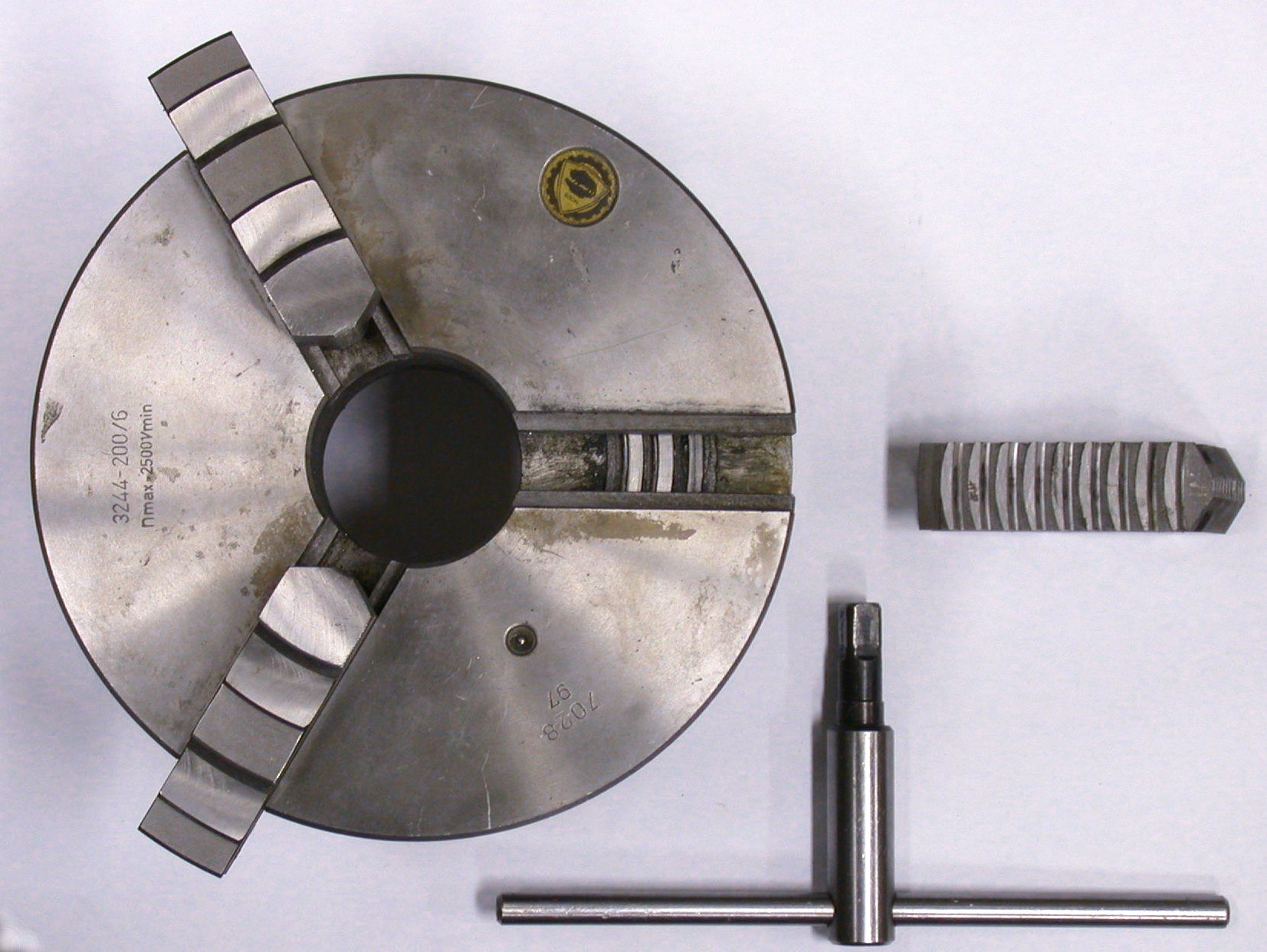
Mandrí autocentrant trimandibular i clau amb una mandíbula retirada i invertida mostrant les dents que engranen en la placa de desplaçament. La placa de desplaçament és girada dins del cos del mandrí per la clau, la placa engrana amb les dents del costat inferior de les mandíbules que mou les tres mandíbules a l'uníson, per a estrènyer o alliberar la peça de treball.

Un mandrí és un tipus especial de premsa usada per a subjectar un objecte, usualment un objecte amb simetria radial, especialment un objecte cilíndric. És més comunament usat per a mantenir fixada una eina rotativa (com les broques en un trepant) o en una peça de treball en rotació (com la barra en eix del capçal fix d'un torn). Alguns mandrins també poden subjectar objectes de forma irregular (aquells que manquen de simetria radial). En algunes aplicacions, l'eina o la peça de treball subjectada pel mandrí roman estacionària mentre que una altra eina o peça de treball gira (per exemple, una broca en l'eix del contrapunt d'un torn, o una peça circular essent tallada per una fresadora).
Molts mandrins tenen mandíbules, que són perns que van disposats en un patró radial simètric (com els punts d'un estel) per a subjectar l'eina o la peça de treball. Sovint les mandíbules seran estretes o afluixades amb l'ajuda d'una clau de mandrí, la qual és una eina similar a una clau feta amb aquest propòsit. No obstant això, molts mandrins aperrados són de la varietat sense clau, i la seva estrenyi o afluixament és sol amb la força de la mà. Els dissenys sense claus ofereixen la conveniència d'un premsatge o despremsatge més ràpid i fàcil a costa d'una major força d'agafada per a subjectar l'eina o la peça de treball. Mandrins de tipus collaret o collet, en lloc de tenir mandíbules, tenen collarets, que són unes mànegues o colls flexibles que s'encaixen estretament al voltant de l'eina o peça de treball i la fa quan és rebregada.